# Huub Lauwers
Hubertus Mattheus Gerardus (Huub) Lauwers (Amsterdam, 19 juli 1915 – Utrecht, 13 juni 2004) was een Nederlandse verzetsstrijder tijdens de Tweede Wereldoorlog die als Nederlands geheim agent/spion betrokken was bij het Englandspiel.

## Biografie
Huub Lauwers werd geboren in Amsterdam als zoon van Hubertus Mattheus Lauwers en Gerbranda Sophia Abbink. In 1921 scheidden zijn ouders, waarna zijn moeder - die de voogdij had - hertrouwde. Hij woonde met het gezin van zijn moeder en haar nieuwe man in de Rostocklaan in Bussum.
Toen de Tweede Wereldoorlog uitbrak, ging hij naar Engeland om zijn diensten aan te bieden aan de Nederlandse regering. Hij werd door de Special Operations Executive (SOE) te Beaulieu opgeleid als geheim agent. Op 7 november 1941 werd hij samen met Thijs Taconis vanuit Engeland bij Ommen geparachuteerd, met als opdracht een radioverbinding met het hoofdkwartier in Londen te onderhouden. Op 3 januari 1942 zond hij zijn eerste codebericht naar Engeland.

## Arrestatie en dubbelspel
Op 6 maart werd hij 's avonds omstreeks half acht vlak bij zijn zendadres in Den Haag gearresteerd door majoor Hermann Giskes van de Duitse contraspionagedienst Abwehr. Lauwers werd opgesloten in de gevangenis van Scheveningen en werd door Giskes overgehaald voor de Duitsers te gaan zenden. Langs die weg hoopten zij meer geheim agenten in handen te krijgen en aan de Engelsen misleidende inlichtingen te verstrekken. Lauwers deed mee, op zijn beurt hopend dat hij SOE op de hoogte kon brengen van het feit dat hij was gearresteerd.

## Englandspiel
Tijdens zijn opleiding was hem door SOE geleerd in zijn morsetelegrammen een opzettelijke fout aan te brengen – de zogeheten security check – en die fout weg te laten als hij was gearresteerd. Bij de Abwehr wist men via de eerder gearresteerde marconist Willem van der Reyden al van het bestaan van security checks, maar de individuele security check van elke agent kende men niet. Lauwers maakte de Duitsers wijs dat de zijne bestond uit het zenden van stip in plaats van stop. In werkelijkheid was hem door SOE geleerd elke zestiende letter verkeerd te zenden. In opdracht van Giskes verzond hij op 8 maart een bericht naar Londen. Hoewel hij hierin zijn pseudo-security check gebruikte (stip in plaats van stop), en zijn echte security check wegliet, scheen Londen toch aan te nemen dat hij nog op vrije voeten was.
Dit was het begin van het Englandspiel. Lauwers deed zijn uiterste best om de Britten te laten weten dat hij gevangen was genomen. Zo begon hij op 28 maart zijn telegram met de letters GHT, en eindigde hij met CAU, wat samen caught (gevangen) vormt. Half mei zond hij zelfs drie keer in één bericht het woord CAUGHT. De Britten viel dit schijnbaar niet op. Ze bleven maar geheim agenten sturen, die prompt door de Duitsers werden gearresteerd. In totaal namen de Duitsers 59 agenten gevangen, die voor het merendeel in kamp Haaren werden opgesloten. Hiervan kwamen 54 om, vrijwel allen door executies in Mauthausen, in de periode van 6 tot en met 8 september 1944.

## Na de oorlog
Lauwers bleef dit lot bespaard. Dankzij Giskes bleef hij in Haaren achter, toen vrijwel de gehele groep werd doorgestuurd naar concentratiekamp Vught, en vandaar naar Mauthausen. Op 26 april 1945 werd hij in Rathenow bevrijd door de Russen. Na de oorlog werd hij door koningin Wilhelmina onderscheiden.
Hij bleef zich afvragen wat er nu eigenlijk was gebeurd. Hadden de Duitsers de Britten beetgenomen, of was het toch andersom? Mede doordat de dossiers nooit openbaar zijn gemaakt, is tot op heden niet duidelijk wat er precies is  gebeurd. Door het vrijgeven van steeds meer gegevens van de Engelse geheime dienst over de Tweede Wereldoorlog is het verhaal opgekomen dat men in Engeland wel door had dat Lauwers gearresteerd was en dat de Britten doelbewust bijna zestig agenten opgeofferd hebben in een misleidingsoperatie om de Duitsers in de waan te brengen dat de invasie in Nederland zou plaatsvinden. Als dat zo zou zijn, dan waren zijn collega's in ieder geval niet voor niets gestorven, meende Lauwers. 
In 1953 werd Lauwers onderscheiden met het Bronzen Kruis.